# Magdi Allam
Magdi Cristiano Allam (arabsky: مجدي علام Maǧdī ʿAllām; * 22. dubna 1952 v Káhiře v Egyptě) je italský novinář, spisovatel a komentátor egyptského (arabského, muslimského) původu. Je vášnivým obhájcem Izraele a ostrým kritikem islámských radikálů. Od konce roku 2009 je za Itálii členem Evropského parlamentu.
Ač syn muslimských rodičů, islámskou víru nikdy vážně nepraktikoval a zastává názor, že islám je svou podstatou postaven na násilí. Vydal řadu knih na téma islám, terorismus a Izrael a je zástupcem šéfredaktora nejvýznamnějšího italského deníku, Corriere della Sera. Od roku 2003 žije pod stálou policejní ochranou (první výhrůžky smrtí obdržel po ostrém odsouzení Hamásu a sebevražedných teroristických útoků).
V roce 2008 konvertoval ke katolicismu, 22. března 2008 jej během velikonoční vigilie pokřtil papež Benedikt XVI. Dne 25. března 2013 pak v italském listu Il Giornale vyšel článek v němž veřejně oznámil, že se zříká Římskokatolické církve, aby vyjádřil nesouhlas s měkkým postojem církve k islámu a málo důraznému vymezování se vůči muslimskému náboženství, které považuje za pouhou „ideologii násilí“.  Také dodal, že zůstává křesťanem, ale že již více nevěří v církev.

## Ocenění
- Izraelskou Dan David Prize 2006, kterou obdržel (spolu s dalšími třemi novináři) za neutuchající práci ve vychovávání a toleranci mezi kulturami.
- 4. května 2007 obdržel na 101. výroční schůzi newyorského Amerického židovského výboru (organizace židovských advokátů) cenu pro masmédia.

## Knihy
- Islam, Italia : Chi Sono E Cosa Pensano I Musulmani Che Vivono Tra Noi (2001)
- Bin Laden in Italia : Viaggio Nell'islam Radicale (2002)
- Saddam: Storia Segreta Di Un Dittatore (2003)
- Vincere la paura. La mia vita contro il terrorismo islamico e l'incoscienza dell'Occidente (2005, biografie)
- Io Amo L'Italia. Ma Gli Italiani La Amano? (2006)
- Viva Israele (2007)